# ポーン・キングピッチ

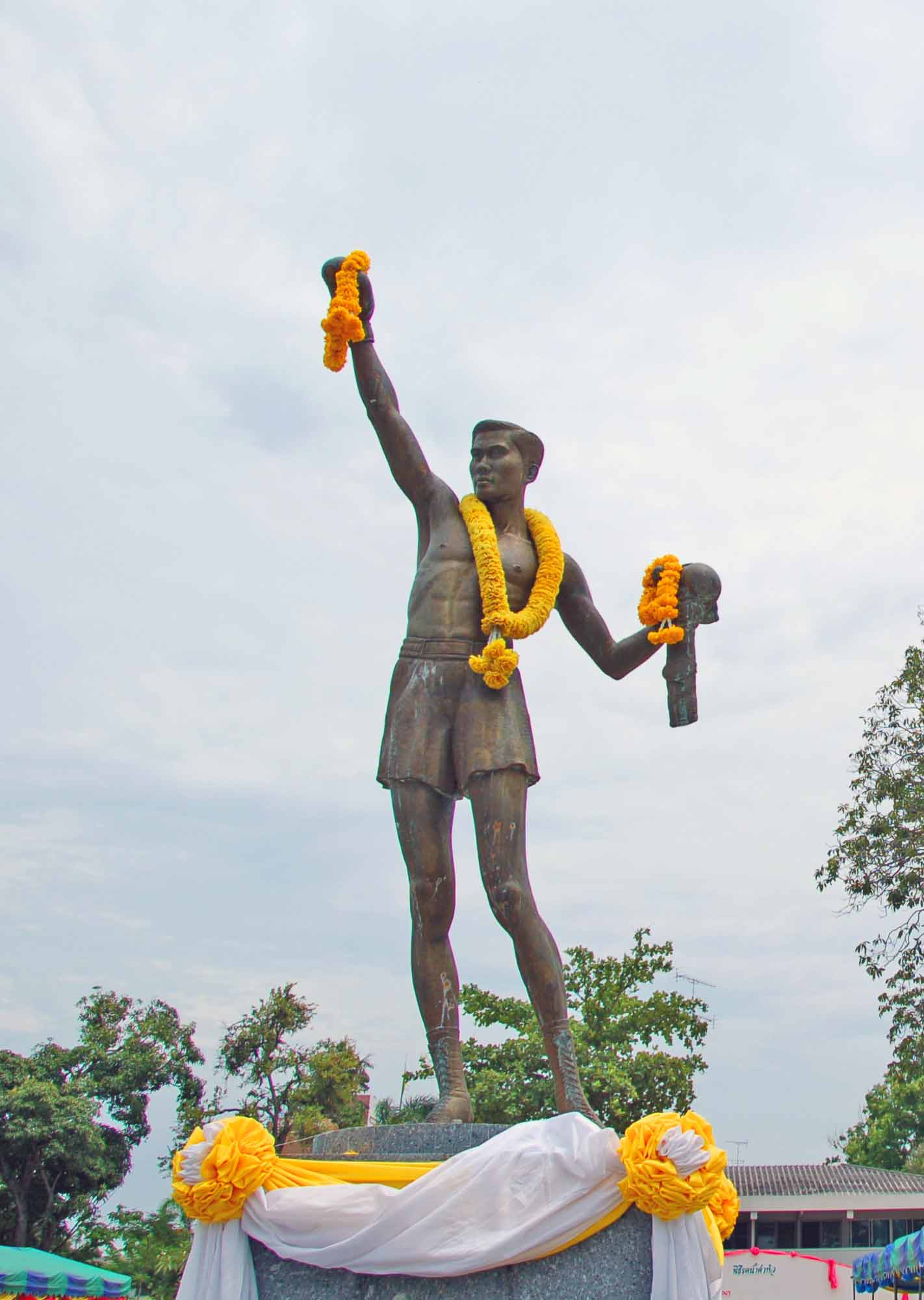
フワヒン郡のキングピッチ公園にあるキングピッチの銅像

ポーン・キングピッチ（Pone Kingpetch、1935年2月12日 - 1982年3月31日）は、タイ王国の元男子プロボクサー。プラチュワップキーリーカン県フワヒン郡出身。元WBA・WBC世界フライ級統一王者。

## 来歴
1935年2月12日、タイ王国のプラチュワップキーリーカン県フワヒン郡に生まれる。
1954年5月1日、プロデビュー。
1960年4月16日、バンコクのルンピニー・スタジアムでWBA世界フライ級王者のパスカル・ペレス（ アルゼンチン）を破り、タイ人として初めての世界チャンピオンとなった。
1962年10月10日、蔵前国技館でファイティング原田（ 日本）と対戦し、11RにKO負けでWBA王座から陥落した、翌1963年1月12日に原田とのリターンマッチを地元タイで戦い、王座に返り咲いた。（ポーン・キングピッチ 対 ファイティング原田戦）
1963年2月14日、キングピッチがこの日発足・創設されたWBC初代世界フライ級王座に認定され、これによりWBA・WBCの王座統一を果たした。
1963年9月18日、東京体育館でWBC|世界フライ級タイトルマッチで海老原博幸（ 日本）と対戦し、1RKO負けでWBC王座から陥落したが、1964年1月23日にタイで海老原とリターンマッチを戦い、判定勝ちで王座に返り咲いた。
1965年4月23日、イタリアのローマでサルバドーレ・ブルーニ（ イタリア）と戦い、0-3の判定で敗れ、両方の王座から陥落。その後2戦して現役を引退した。
1982年3月31日、47歳で死去。